# Ramusella bicillata
Ramusella bicillata är en kvalsterart som beskrevs av Ohkubo 1996. Ramusella bicillata ingår i släktet Ramusella och familjen Oppiidae. Inga underarter finns listade i Catalogue of Life.